# المجمع المغلق 1370
المجمع المغلق 1370 هو المجمع الموكول بانتخاب بابا الكنيسة الكاثوليكية الجديد بعد استقالة البابا. انعقد مجمع الكرادلة لانتخاب البابا الجديد بدءًا من
29 ديسمبر 1370 وانتهى في 30 ديسمبر 1370. انتُخبَ غريغوري الحادي عشر ليكون البابا الجديد للكنيسة.